# Strobilanthes tibetica
Strobilanthes tibetica är en akantusväxtart som beskrevs av John Richard Ironside Wood. Strobilanthes tibetica ingår i släktet Strobilanthes och familjen akantusväxter. Inga underarter finns listade i Catalogue of Life.